# جيمس فيندلاي
جيمس فيندلاي هو سياسي أمريكي، ولد في 12 أكتوبر 1770 في مرسيرسبورغ في الولايات المتحدة، وتوفي في 28 ديسمبر 1835 في سينسيناتي في الولايات المتحدة. نشط حزبياً في ديمقراطية جاكسونية والحزب الديمقراطي. وقد انتخب عضو مجلس نواب أوهايو ‏ وانتخب عضو مجلس النواب الأمريكي ‏.